# Martiri di Compiègne
Le carmelitane di Compiègne furono un gruppo di sedici monache carmelitane scalze (undici monache, due converse, due suore esterne e una novizia) giustiziate, tramite ghigliottina, il 29 Messidoro anno II (17 luglio 1794) per aver rifiutato di rinunciare al loro voto monastico, nel contesto della Rivoluzione francese. Arrestate e condannate durante il Terrore, avevano fatto voto, due anni prima, di dare la loro vita per «placare l'ira di Dio e affinché questa pace divina, che il suo caro Figlio era venuto a portare nel mondo, fosse restituita alla Chiesa e allo Stato». La loro morte pacifica sul patibolo impressionò fortemente la popolazione tutta. Sono state beatificate nel 1906 da papa Pio X e canonizzate per equipollenza nel 2024 da papa Francesco. 

## Storia

### La fondazione del convento
L'Ordine del Carmelo fu riformato in Spagna da Teresa d'Avila nel 1562. La riforma consisteva in un rigoroso ritorno alla regola del 1247, di cui una delle manifestazioni più visibili era l'abbigliamento estremamente modesto: piedi nudi, sandali e abito semplice. Il primo Ordine dei Carmelitani Scalzi fu fondato in Francia nel 1604 dal cardinale Pierre de Bérulle con l'aiuto di Barbe Acarie.
Il Carmelo di Compiègne fu fondato il 21 aprile 1641. Otto carmelitani presero solennemente possesso della casa detta del "Vello d'Oro" a Compiègne. Fu il cinquantatreesimo Carmelo fondato in Francia. I Carmelitani si trasferirono più volte, prima di stabilirsi definitivamente il 23 marzo 1648 nel convento costruito appositamente per loro e dedicato al mistero dell'Annunciazione. Situato vicino al castello reale, beneficiò fino alla Rivoluzione della protezione delle regine di Francia, da Anna d'Austria fino a Maria Antonietta.
Prima della Rivoluzione francese, il Carmelo contava ventuno membri: le monache provenivano dalla piccola o media borghesia, nessuna da una famiglia della grande aristocrazia. All'inizio della Rivoluzione, la priora era madre Thérèse de Saint-Augustin.

### Il sogno di Suor Élisabeth-Baptiste
Verso la fine del XVII secolo, circa cent'anni prima della Rivoluzione, una carmelitana dello stesso monastero di Compiègne, suor Elisabeth-Baptiste, vide in sogno alcune suore del suo convento nella gloria del Cielo, vestite con manti bianchi e ciascuna con una palma in mano;. La possibilità dell'offerta del martirio per le monache di questo convento, verrà discusso per un lungo periodo, fino all'arrivo della Rivoluzione e all'inizio delle violenze. Difatti, nel settembre 1792, quando la madre priora sentì crescere nella comunità il desiderio di martirio, propose alle monache di compiere un atto di consacrazione con il quale "la comunità si offrisse in olocausto per placare l'ira di Dio e [così] che questa pace divina, che il suo caro Figlio era venuto a portare al mondo, potesse essere restituita alla Chiesa e allo Stato". Solo due suore anziane, inizialmente, si rifiutarono di celebrare questa consacrazione, per timore di seguire le loro consorelle sul patibolo; soltanto poche ore dopo però, le due suore si offrirono spontaneamente alla consacrazione.
E così, ogni giorno, tutta la comunità, nel suo insieme - quando le monache erano ancora nel loro Carmelo -, poi nei diversi gruppi - quando furono espulse dal convento -, rinnovava la sua consacrazione.

### Vita in convento durante la Rivoluzione Francese

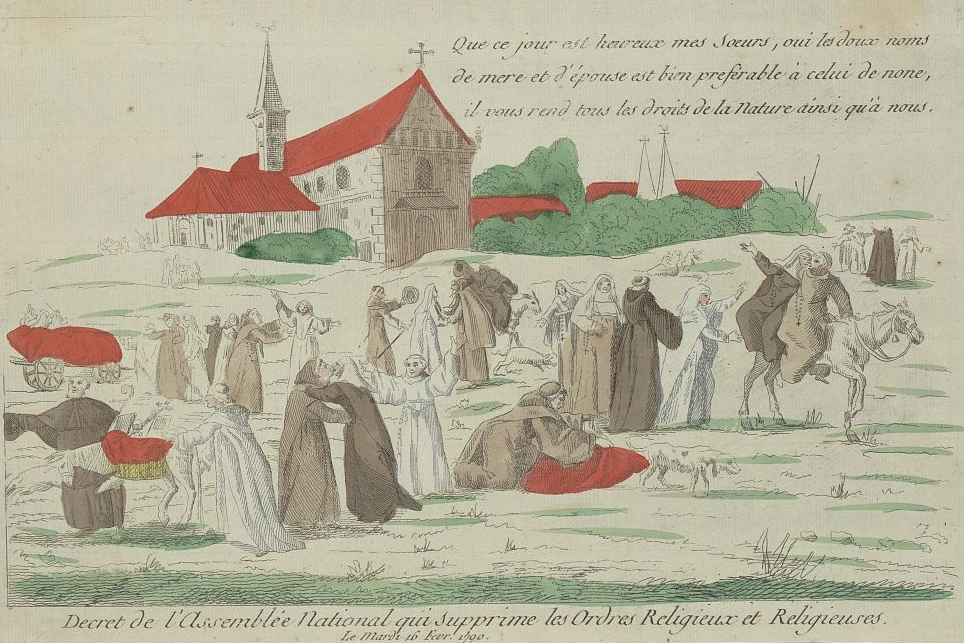
Decreto dell'Assemblea Nazionale [sic] che sopprime gli ordini religiosi. Martedì 16 febbraio 1790. Caricatura anonima del 1790. 'Quanto è felice questo giorno, sorelle mie. Sì, i nomi dolci di madre e moglie sono di gran lunga preferibili a quello di monaca, restituisce a te e a noi tutti i diritti della natura.

#### Spoliazioni
Il 2 novembre 1789, i beni del clero furono confiscati e consegnati alla Nazione, per risolvere la crisi finanziaria, motivo primo della convocazione degli Stati Generali del 1789, ma alle suore fu concesso di rimanere, temporaneamente, nei loro conventi.
Il 13 febbraio 1790, tutti gli ordini monastici e le congregazioni religiose regolari vengono sciolti. I voti emessi dai religiosi sono dichiarati nulli perché "contrari alla libertà". L'Assemblea nazionale invitò tutti a tornare a casa, ma autorizzò i religiosi che lo desideravano, a restare nel proprio convento, divenuto ormai patrimonio nazionale.
L'Assemblea Costituente propose di concedere una pensione alle monache.
Le Carmelitane di Compiègne, ebbero dichiarato di voler vivere e morire nella loro «Santa Casa», rimasero nel convento e ricevettero la loro rendita. Nel dicembre 1789, Suor Constance de Jésus, allora novizia al Carmelo, non poté emettere i voti (in base alla legge del 29 ottobre 1789: «Suspension des vœux dans les monastères»). Resterà quindi novizia, rimanendo fedelmente a fianco delle sue sorelle anziane.
Il decreto del 8 ottobre 1790 prevedeva che le monache, che preferivano la vita in comunità, nominassero tra loro, con scrutinio e a maggioranza, una superiora e un'economa. Madre Teresa di Saint-Augustin fu rieletta superiora e Madre Henriette de Jésus fu eletta economa.
Le congregazioni secolari furono sciolte il 18 agosto 1792. Il giorno prima, le autorità avevano firmato il decreto che avrebbe espulso dai loro conventi tutte le suore, poiché doveva vendere quegli edifici per finanziare la spesa pubblica. La scadenza per l'esecuzione dello sfratto, era il 1 ottobre.  Fu nei giorni successivi al decreto di espulsione, che la comunità monastica pronunciò il voto di martirio.
Il 14 settembre 1792, festa dell'Esaltazione della Santa Croce, le Carmelitane furono allontanate dal loro convento con il divieto di indossare l'abito religioso e l'obbligo di "ritornare alla vita civile". Suor Marie de l'Incarnation scrisse a questo proposito: «Il Signore, attraverso il sacrificio che ha richiesto e permesso loro, li ha arricchite con una parte della Sua croce». Alcuni giorni prima, prevedendo cosa sarebbe successo, le Carmelitane avevano compiuto un atto comunitario di consacrazione in olocausto affinché la pace divina portata da Cristo fosse restituita alla Chiesa e al Paese. Questo atto di offerta, ripreso quotidianamente dalle monache, divenne un sostegno spirituale nel momento della divisione nelle diverse case, che accolsero le religiose. Nei successivi ventuno mesi, pur essendo divise in quattro gruppi, rimasero fedeli alla preghiera e alla recita dell'ufficio liturgico, come se fossero ancora all'interno del convento di clausura.

#### Il giuramento di Libertà-Uguaglianza
L'Assemblea Legislativa impose alle ex suore, con decreto del 15 agosto 1792, di prestare giuramento di fedeltà alla nazione. Alcune di loro si rifiutarono con forza, e fino alla morte, di prestare questo giuramento, in quanto era in opposizione ai loro voti di obbedienza pronunciati..
Non fu così per le Carmelitane di Compiègne che, cinque giorni dopo la loro espulsione, il 19 settembre 1792, su consiglio delle autorità civili del comune, pronunciarono il giuramento richiesto ai pensionati religiosi della Repubblica, ma non quello della costituzione civile del clero.

#### Il Carmelo clandestino

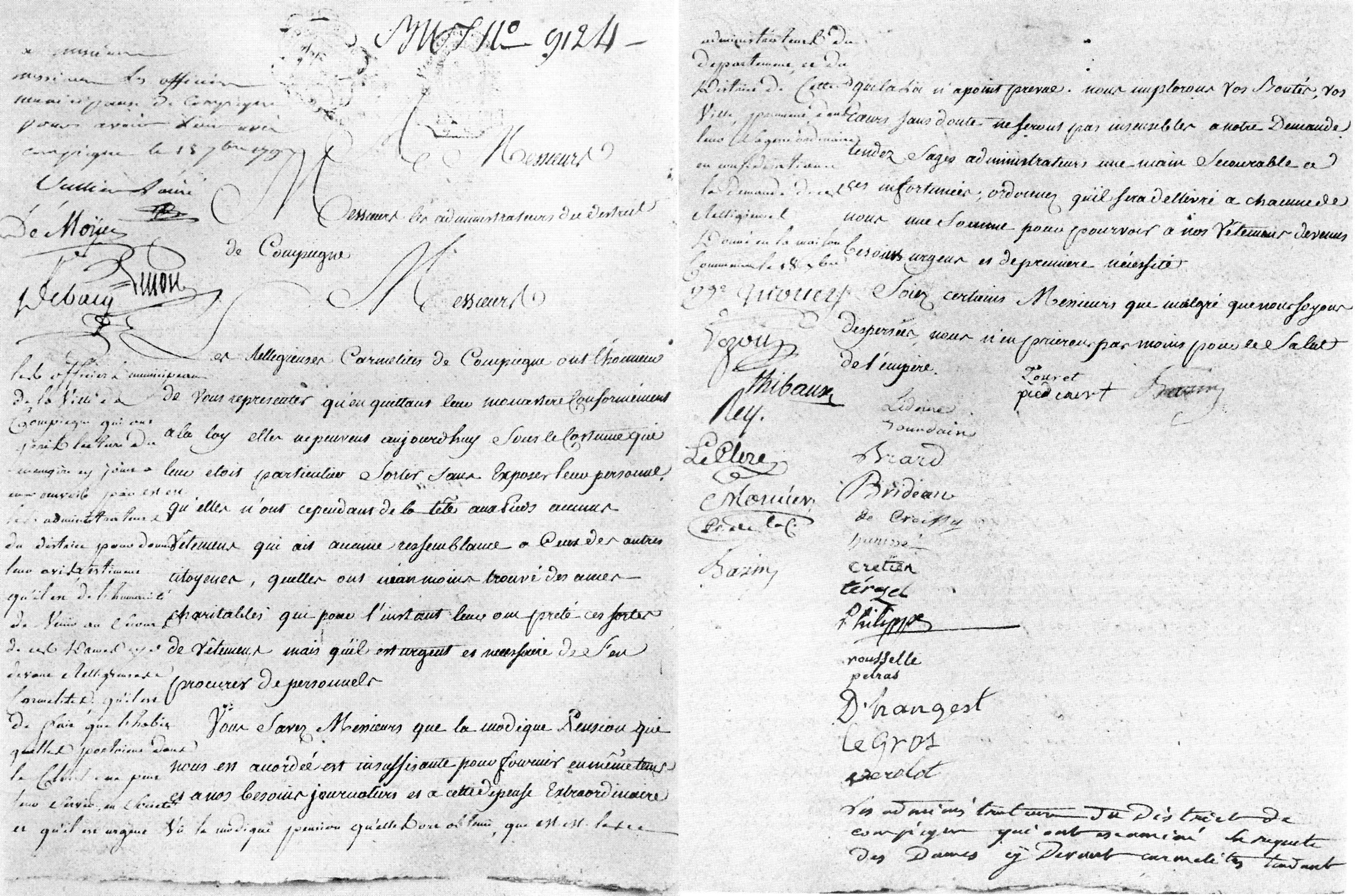
Richiesta delle Carmelitane di Compiègne autografa. Illustrazione tratta da Henri Chérot (s.j.), Figures de Martyrs, 1907.

Espulse dal loro convento, furono accolte da alcune famiglie di Compiègne e divise in quattro gruppi, in case vicino alla chiesa di Saint-Antoine.
Si organizzarono in modo da continuare la loro vita come all'interno del convento. Per alcuni mesi riuscirono ad assistere alla messa nella chiesa vicina al convento, entrando in modo da non essere viste, dalla piccola porta sul lato est dell'edificio. Mantennero una vita comunitaria pacifica e discreta. Ogni giorno pronunciavano il loro "voto di totale consacrazione alla Divina Volontà", pregando perché si arrivasse alla fine delle violenze e al ritorno della pace per la Chiesa e lo Stato.
Di fatto nell'autunno 1793, come parte della decristianizzazione, la pratica del culto cattolico divenne sempre più difficile a Compiègne, proprio come in tutto il resto della Francia.

### Arresto e sentenza

#### Terrore e descristianizzazione a Compiègne
La vicenda delle Carmelitane di Compiègne si colloca nel contesto del periodo conosciuto come il Terrore. Il 10 giugno 1794 fu emanata una nuova legge repressiva (la «loi du 22 prairial»). Questa legge modificò il funzionamento del Tribunale Rivoluzionario di Parigi, in particolare eliminò diverse garanzie agli imputati (tra cui quelle di citare testimoni per la difesa, se la giuria avesse ritenuto sufficienti le prove a carico, o di nominare un difensore d'ufficio), di fatto negò la possibilità di emettere qualsiasi verdetto diverso dalla condanna a morte o dall'assoluzione. Questa legge fu ritenuta responsabile del forte aumento del numero di condanne tra la sua prima applicazione e il 9 Termidoro. Le ragioni dell'adozione di questa legge e della sua applicazione, con gli abusi che ne derivarono, rimangono tutt'oggi oggetto di controversie storiografiche. Per quarantasette giorni (dal 10 giugno 1794 al 28 luglio) ci saranno tanti condannati a morte quanti nei quattordici mesi precedenti: Pierre-Gaspard Chaumette, membro attivo del Terrore, definì la ghigliottina "un vulcano di lava che divora i nostri nemici".
Nel maggio 1794, la città di Compiègne fu accusata di "moderantismo". Per allontanare i sospetti, le autorità locali spostarono l'attenzione sulle carmelitane, accusandole di complotto. Secondo lo storico Jacques Bernet, questa vicenda, che avrebbe dovuto rimanere locale, si allargò alla nazione quando il Comitato di Sicurezza Generale decise di utilizzarla nella sua lotta contro Robespierre e il Comitato di salute pubblica.
L'ordine di perquisizione fu firmato il 21 giugno 1794 e prontamente eseguito nelle case in cui le suore erano ospitate.

#### L'arresto e la prigione
Le sedici carmelitane presenti furono arrestate tra il 22 e 23 giugno 1794 e rinchiuse nel loro ex convento, trasformato per l'occasione in carcere. Furono rinvenuti, durante le perquisizioni, alcuni scritti compromettenti, come lettere contenenti aperte critiche alla Rivoluzione: ciò bastò a giustificare il loro arresto e l'accusa di complottismo.
Anche se il culmine del movimento di decristianizzazione era già passato, gli ordini religiosi restarono nel bersaglio della repressione. Così ad Arras, il 26 giugno, furono giustiziate quattro suore Figlie della Carità e, in luglio, trentadue monache Orsoline, nonché altri trenta sacerdoti.
Il 12 luglio 1794, le sedici Carmelitane furono trasferite da Compiègne al Palais de la Cité di Parigi. Poco prima del loro trasferimento, indossarono l'abito religioso ed arrivarono così vestite a Parigi.
La carcerazione riunì le religiose, che erano state separate in piccoli gruppi al momento dell'allontanamento dal convento: finalmente poterono riprendere le loro preghiere comunitarie. Il giorno precedente alla loro morte, il 16 luglio, celebrarono la ricorrenza di Nostra Signora del Monte Carmelo con grande gioia ed entusiasmo, secondo le testimonianze raccolte da altri detenuti.

#### Gli elementi d'accusa

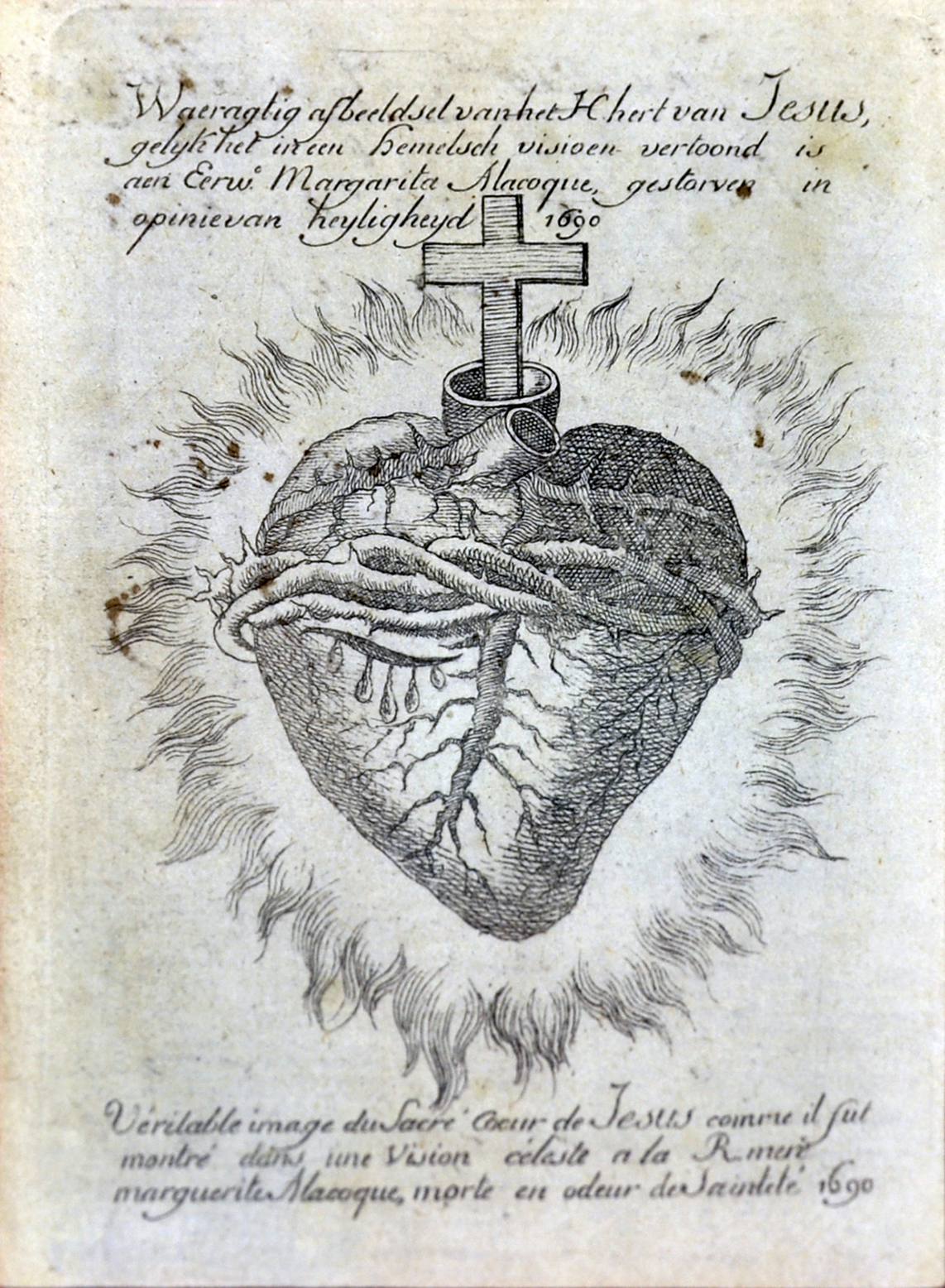
Il Sacro Cuore, secondo la visione di Margherita Maria Alacoque. Musée du Cœur (Bruxelles).

Furono rinvenute immagini del Sacro Cuore di Gesù nelle case in cui vivevano e la corte ravvide in esse aspetti da cospirazione. La devozione al Sacro Cuore, poco conosciuta in Francia prima della Rivoluzione, si diffuse molto rapidamente negli anni 1789-1790. Molti sacerdoti esortavano alla consacrazione, che divenne ampiamente praticata nei conventi. Quindi non avrebbe dovuto sorprendere la presenza di tali immagini nelle case delle monache.
L'accusa di "fanatismo" fu secondaria al desiderio delle suore di continuare a vivere la loro fede cattolica e di rimanere fedeli al voto di obbedienza fatto durante la professione. Per i giudici, tale determinazione fu ritenuta prova sufficiente per accusarle.
Il termine «fanatismo» era stato definito da Voltaire come «follia religiosa oscura e crudele». 
Per i rivoluzionari, il fanatismo fu considerato un crimine così grave che non era necessario fare una legge contro di esso: era il crimine per eccellenza, che turbava la società. I leader della Rivoluzione e i giudici del tribunale non potevano capire, quindi, che le suore erano disposte a rinunciare alla loro libertà per sottomettersi a una regola di vita comunitaria in cui rinunciavano a tutti i loro beni. Questo attaccamento alla fede sembrò loro sospetto e quindi criminale. Questo fu il motivo per cui le suore a volte furono frustate pubblicamente, poi imprigionate e quindi ghigliottinate.
Non sarebbe possibile capire questa vicenda al di fuori della «decristianizzazione» o della «defanatizzazione» rivoluzionaria e, al di là di ciò, dei complessi rapporti tra la Rivoluzione e la Chiesa cattolica a partire dal 1789. Tuttavia, sarebbe impreciso voler vedere un semplice rapporto di causa ed effetto, perché la repressione del clero restio ad abbandonare la fede, fu molto diseguale. 
In questo caso, la lotta al fanatismo servì soprattutto come pretesto per un processo i cui obiettivi erano legati a questioni politiche completamente diverse.

#### Il processo
L'accusa è scritta da Antoine Quentin Fouquier-Tinville. Le monache furono accusate «di aver formato comizi controrivoluzionari e di aver continuato a vivere sottomesse alla loro regola e alla loro superiora»; furono accusate di fanatismo. Il signor Mulot, un uomo sposato, con cui mantenevano una corrispondenza epistolare, fu descritto come un "sacerdote refrattario". Fu convocato un solo testimone, che non si presentò. L'atto di condanna venne stampato prima del processo e non ebbero diritto ad un avvocato, secondo la legge del 22 prairial.
Suor Marie de l'Incarnation indicherà nel suo racconto della vita delle Carmelitane che esse ebbero a ritrattare, durante il processo, il giuramento di Libertà-Uguaglianza che furono costrette a pronunciare. Questo punto verrà ripreso da diversi agiografi e storici che indicarono che l'atto d'accusa citò proprio il "rifiuto di prestare giuramento".
Tutte le 16 carmelitane furono condannate a morte e giustiziate nello stesso giorno, accusate di "fanatismo e sediziosità".

### Esecuzione

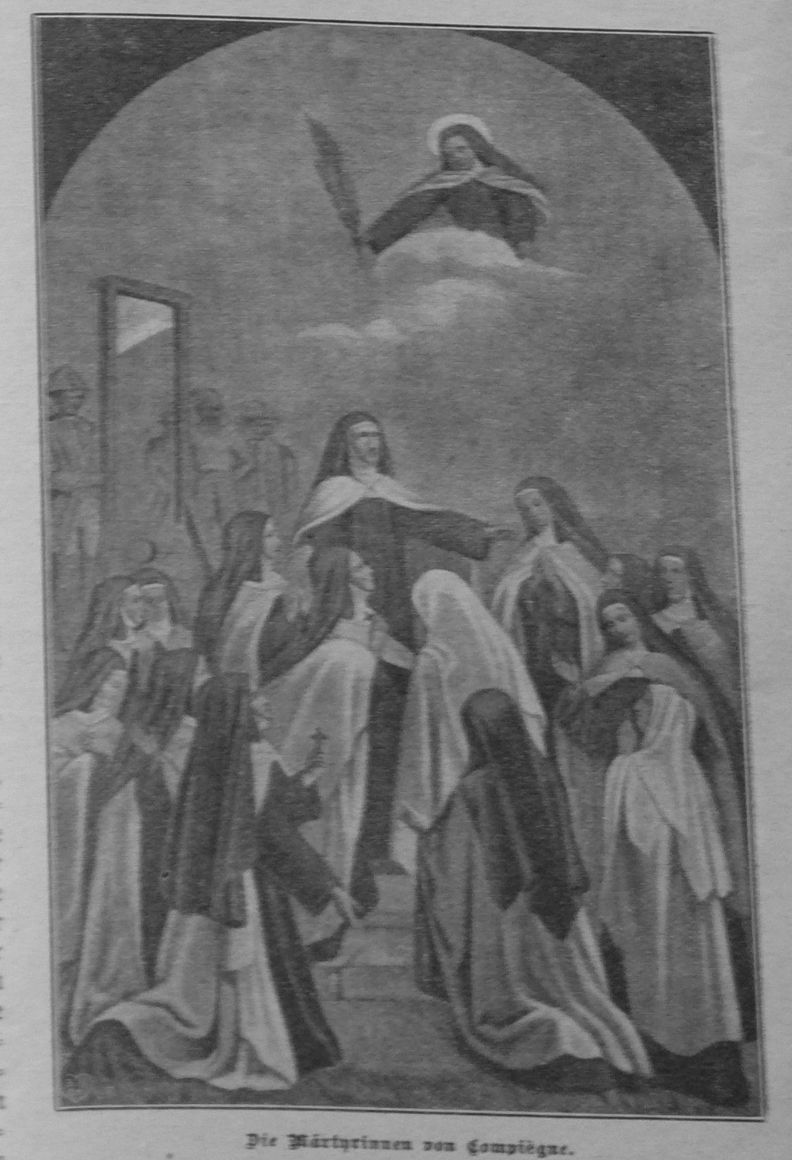
Le martiri di Compiégne alla ghigliottina. Disegno del 1907.

Il 17 luglio 1794 furono condotte sulla piazza del Trono-Rovesciato (l'antica piazza del Trono così rinominata dal 1792, attualmente place de la Nation).

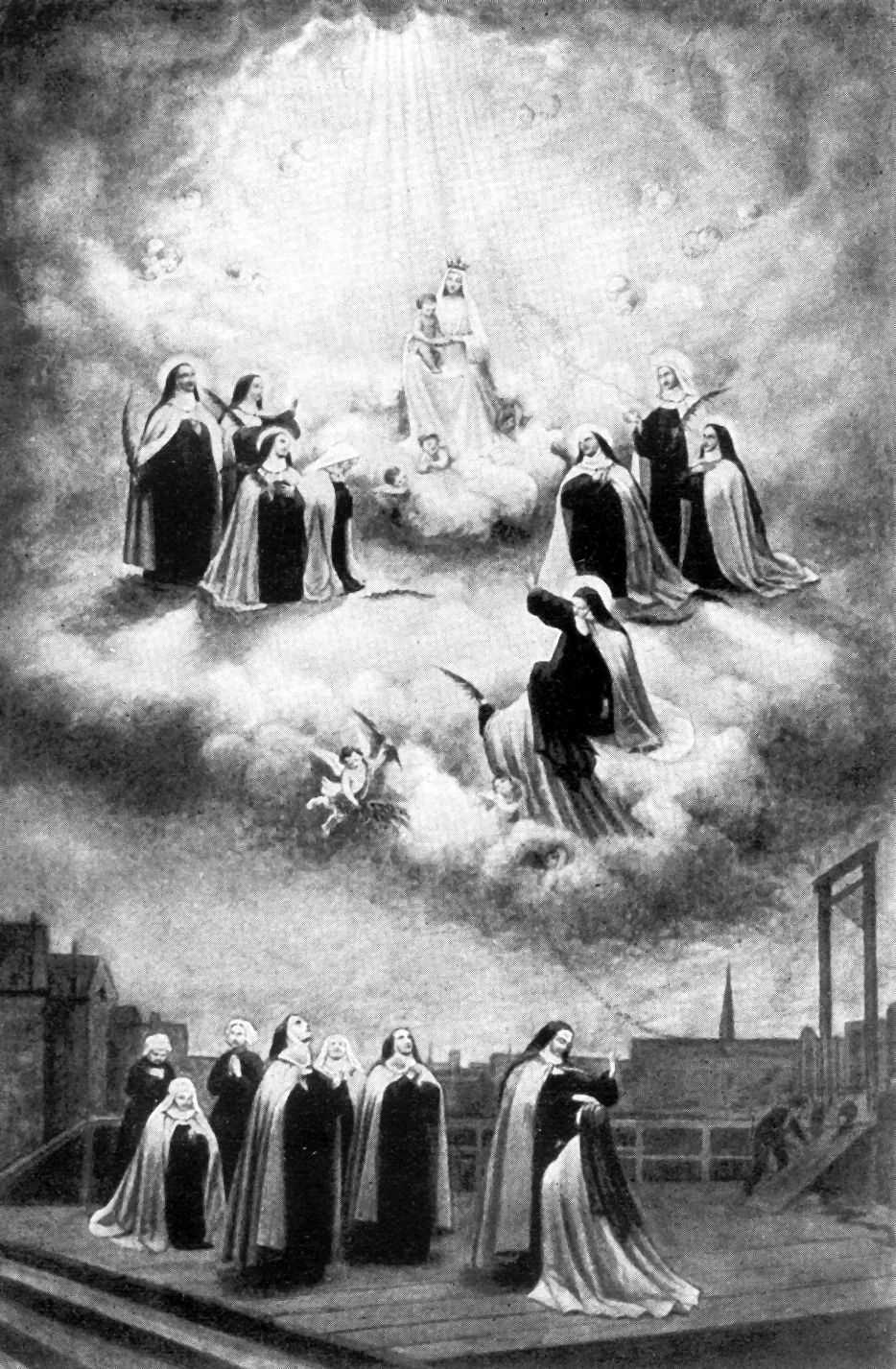
Riproduzione di un acquerello. Illustrazione tratta da Louis David (o.s.b.), Les Seize Carmelites de Compiègne, 1906.

Le sedici carmelitane guidate da Madre Thérèse de Saint-Augustin (Madeleine-Claudine Lidoine), loro madre superiora, presero il cammino della ghigliottina. Lungo tutto percorso che le conduceva al luogo dell'esecuzione, le carmelitane cantarono degli inni sacri (il Miserere e il Salve Regina). Vestite con i loro mantelli bianchi, le religiose discesero dai carretti, si misero in ginocchio e intonarono il Te Deum e ilVeni Creator Spiritus. 
Gli assistenti di Charles-Henri Sanson vennero a cercare la prima, Suor Constance de Jésus. Era la più giovane tra di loro, una novizia. La donna fece la genuflessione davanti alla madre superiora per domandarle il permesso di morire, poi, salendo gli scalini della ghigliottina, intonò il Laudate Dominum (il salmo 116, salmo cantato dalla fondazione delle carmelitane, con la simbologia di fondare in Cielo una nuova comunità).
Le quindici altre carmelitane furono giustiziate di seguito, suor Marie Henriette de la Providence, l'infermiera, come penultima e la madre superiora, madre Thérèse de Saint-Augustin,  per ultima. I canti delle religiose che salivano sul patibolo impressionarono fortemente la folla, che assistette silenziosamente al trasferimento delle monache e alla loro esecuzione. La testimonianza di un impiegato della prigione, sottolineò il rispetto che la dedizione di queste suore suscitò: tutte rimasero salde nella loro decisione e alla folla sembrò che stessero andando al loro matrimonio, non al patibolo. I loro corpi, furono gettati di notte in una delle due fosse comuni del cimitero di Picpus. I resti sono ancora nel giardino delle monache.
Le monache furono ghigliottinate il 17 luglio, e la storiografia tradizionale, di matrice termidoriana, pose fine al Terrore con il colpo di stato parlamentare del 9 Termidoro anno II. L'agiografia antirivoluzionaria volle vedere alla fine del Terrore, undici giorni dopo la morte delle Carmelitane, una risposta positiva alla preghiera delle monache.
Il monastero di Compiègne fu venduto nel 1795. Oggi di esso non rimane più nulla. Il sito del monastero fu occupato (per un certo periodo) dalla École d'état-major e dal Teatro Imperiale di Compiègne. Dal 1994, una targa ricorda l'antica presenza dell'edificio religioso.
Delle ventuno Carmelitane presenti all'inizio della Rivoluzione, due morirono prima dell'anno 1791, e altre tre partirono per Rosières-en-Santerre e Parigi per portare a termine degli incarichi a loro affidati dalla badessa. Sfuggirono così, involontariamente, al martirio collettivo. Suor Marie de l'Incarnation, una delle tre monache sopravvissute, raccolse i documenti negli archivi della comunità e incontrò le suore Benedettine inglesi di Cambrai, imprigionate insieme alle Carmelitane di Compiégne. Le Benedettine furono tra le ultime testimoni del martirio. Fu Suor Marie dell'Incarnation a raccontare il martirio delle sue compagne e ci lasciò il racconto della loro storia ne La Relation du Martyre des Seize Carmélites de Compiègne.

## Culto
Il processo di beatificazione si aprì nel 1896. Monsignor Roger de Teil fu postulatore della causa di beatificazione. Nel settembre 1896 si recò al Carmelo di Lisieux per tenere una conferenza sulle martiri Carmelitane che colpì molto Teresa di Lisieux.
Il 27 maggio 1906, le Carmelitane furono beatificate da Papa Pio X, nel periodo della Legge di separazione tra Stato e Chiese del 1905 in Francia, mentre ancora una volta i beni della Chiesa furono sequestrati dallo Stato, e le congregazioni religiose espulse.
Il 18 dicembre 2024, le Carmelitane sono state canonizzate da papa Francesco per equipollenza.
La loro festa si celebra il 17 luglio. Nell' ordine del Carmelo, si celebra con il grado di memoria.

## Le sedici carmelitane
1. Suor Constance de Jésus (Marie-Geneviève Meunier, 29 anni, novizia), nata il 28 maggio 1765 a Saint-Denis.
2. Suor Saint François-Xavier (Juliette Verolot, 30 anni, conversa), nata il 13 gennaio 1764 a Lignières.
3. Suor Marie-Henriette de la Providence (Anne Pelras, 34 anni), nata il 16 giugno 1760 a Cajarc.
4. Madre Thérèse de Saint Augustin (Marie-Madeleine-Claudine Lidoine, 41 anni), nata il 22 settembre 1752 a Parigi.
5. Suor Saint Louis (Marie-Anne Brideau, 42 anni), nata il 7 dicembre 1751 a Belfort.
6. Suor Thérèse (Thérèse Soiron, 46 anni, suora esterna), nata il 23 gennaio 1748 a Compiègne.
7. Madre Henriette de Jésus (Marie Françoise Gabrielle de Croissy, 49 anni), nata il 18 giugno 1745 a Parigi.
8. Suor Thérèse de Saint Ignace (Marie Gabrielle Trézel, 51 anni), nata 4 aprile 1743 a Compiègne.
9. Suor Thérèse du Cœur de Marie (Marie-Antoinette Hanisset, 52 anni), nata il 18 gennaio 1742 a Reims.
10. Suor Catherine (Catherine Soiron, 52 anni, suora esterna), nata il 2 febbraio 1742 a Compiègne.
11. Suor Marie du Saint-Esprit (Angélique Roussel, 51 anni, conversa), nata il 3 agosto 1742 a Fresnes-Mazancourt.
12. Suor Sainte Marthe (Marie Dufour, 52 anni), nata il 2 ottobre 1741 a Bannes.
13. Suor Julie-Louise de Jésus (Rose Chrétien de Neuville, 52 anni), nata il 30 dicembre 1741 a Évreux.
14. Suor Euphrasie de l'Immaculée Conception (Marie Claude Cyprienne Brard, 58 anni), nata il 12 maggio 1736 a Bourth.
15. Suor Charlotte de la Résurrection (Anne Marie Madeleine Françoise Thouret, 78 anni), nata il 16 settembre 1715 a Mouy.
16. Suor Anne-Marie de Jésus Crucifié (Marie-Anne Piedcourt, 78 anni), nata il 9 dicembre 1715 a Parigi.

## Il ritorno delle carmelitane a Compiègne

### La restaurazione del Carmelo
A partire dal 1835, le carmelitane tentarono di rifondare un convento a Compiègne sotto la guida di madre Camille de Soyécourt, del Carmelo di rue de Vaugirard a Parigi (attualmente a Créteil), e dell'abate Auger, parroco della parrocchia di Saint-Antoine. La regina Maria Amalia dà il suo sostegno. Ma la rivoluzione del 1848 disperdette le suore, che ritornano ai loro conventi originari.
Il 18 gennaio 1867, Madre Marie-Thérèse de l'Enfant-Jésus  (Marie Daignez) accompagnò alcune monache del carmelo di Troyes, che si stabilirono ufficialmente, ma provvisoriamente, in una casa in rue Saint-Lazare, alla periferia del paese. La costruzione del monastero iniziò nel 1872 e si concluse con l'inaugurazione della cappella nel 1888. L'aumentato afflusso di postulanti permise a Madre Marie des Anges (Olympe Anner) di fondare il Carmelo di Beauvais nel 1892. Nel 1894, la celebrazione del centenario del martirio delle Carmelitane di Compiègne trovò ampia eco sia nell'opinione pubblica che nei carmeli di Francia. A Lisieux, Suor Thérèse de l'Enfant-Jésus realizzò uno stendardo destinato alla decorazione della cappella del Carmelo di Compiègne. Nel 1896 iniziò il processo di beatificazione delle martiri, che si concluse il 27 maggio 1906.
L'espulsione delle comunità religiose nel 1906 spinse la comunità di Compiègne a partire per Statte (Huy) in Belgio, dove fondò un nuovo Carmelo sotto la guida di Madre Marie de Saint-Joseph (Célina Wattecamps). Nel corso del XX secolo, diverse suore del Carmelo di Compiègne fondarono altri Carmeli (Betafo nel Madagascar, l'attuale Carmelo di Tananarive, Saint-Sever nelle Lande, Mangalore e Shembaganur in  India). Solo alla fine degli anni '20, quando la situazione tra Stato e Chiesa si risolse, le Carmelitane tornarono al loro monastero di Compiègne e così rientrarono tutti gli ordini religiosi.
Nel 1992, le carmelitane decisero di vendere il monastero e di costruirne uno nuovo a Jonquières, 10 chilometri a ovest di Compiègne. Le monache conservarono nella cripta della chiesa, tutti i documenti che poterono raccogliere sulle martiri carmelitane.

### Le reliquie
Gli abiti civili che furono indossati dalle suore dopo la loro espulsione e durante la prigionia, furono raccolti dalle monache inglesi, incarcerate contemporaneamente alle Carmelitane. Le suore anglosassoni furono espulse dalla Francia dopo lunghi mesi di prigionia; al ritorno in Inghilterra portarono con loro queste reliquie delle Carmelitane, le uniche rimaste, poiché i corpi e gli abiti religiosi di queste furono gettate nella fossa comune.
Solo in un secondo momento inviarono parti di questi abiti ai diversi Carmeli nel mondo

## Nella cultura di massa

### Letteratura
- Nel 1937, Gertrud von Le Fort pubblicò il racconto La Dernière à l'échafaud (Die Letzte am Schafott). Gertrud von Le Fort si è ispirata a La Relation du martyre des seize carmélites de Compiègne, manoscritti di Suor Marie de l'Incarnation (Françoise-Geneviève Philippe, 1761-1836), l'unica sopravvissuta.[N 15] Il personaggio di Blanche de La Force fu una creazione romanzesca parzialmente autobiografica; il suo nome de La Force era una chiara trascrizione del nome dell'autrice, Gertrud  "von Le Fort".[N 16]
- Nel 1949, l'opera teatrale, postuma, di Georges Bernanos, Dialogues des carmalités, ispirata al racconto di Gertrud von Le Fort, immortalò questo episodio della Rivoluzione e , fatto eccezionale, entrò negli anni successivi nel repertorio della Comédie-Française.

### Teatro
- Nel 1987, Gildas Bourdet presentò per la prima volta una versione integrale, prima a Lille, dove il regista dirigeva un teatro nazionale decentralizzato, poi a Parigi al Théâtre de la Porte Saint-Martin sotto l'egida della Comédie-Française.[33]

### Cinema e in televisione
- Nel 1960, padre Raymond Leopold Bruckberger e Philippe Agostini realizzarono il film Le Dialogue des Carmalités con interpreti internazionali, Madeleine Renaud, Alida Valli, Jeanne Moreau, Pascale Audret, Anne Doat, Judith Magre e Georges Wilson.
- Nel 1984, Pierre Cardinal diresse il film televisivo Dialogues des Carmelites, trasmesso il 15 febbraio 1984, con Anne Caudry, Marie-Christine Rousseau, Madeleine Robinson, Nicole Courcel e Suzanne Flon.
- Nel 1987, Yves-André Hubert riprese la rappresentazione di Gildas Bourdet al Théâtre de la Porte Saint-Martin.[34]

### Pittura
- Thérèse de Saint Augustin et le martyre des seize carmélites de Compiègne è un dipinto di Étienne Azambre custodito nella Cappella del Santissimo Sacramento della Chiesa di Saint-Sulpice di Parigi.[35]

### Musica
- Nel 1957, Francis Poulenc compose un'opera lirica: Dialogues des carmelites, composta su un libretto tratto dall'omonimo testo postumo di Georges Bernanos.